# Matthias Mertens
Matthias Mertens (* 5. Dezember 1906 in Straelen; † 1. Februar 1970 in Gaesdonck) war ein deutscher römisch-katholischer Priester und im KZ Dachau inhaftiert.

## Leben
Matthias Mertens wuchs auf dem elterlichen Bauernhof in Wachtendonk auf und machte 1926 sein Abitur am Collegium Augustinianum Gaesdonck. Ab dem Sommersemester 1927 studierte er in Münster und Bonn Katholische Theologie. In Bonn war er 1929/30 in der katholischen Studentenverbindung WKStV Unitas-Salia Bonn und in Münster 1930/31 in der WKStV UNITAS-Sugambria aktiv, aus der er wegen des Eintritts ins Priesterseminar ausschied, trat dieser jedoch später im Leben wieder bei. Im folgenden Jahr, am 17. Dezember 1932, wurde Mertens von Weihbischof Johannes Scheifes im St.-Paulus-Dom in Münster zum Priester geweiht.
Anschließend war Mertens als Kaplan in Materborn tätig, schon hier kam er mehrfach mit dem nationalsozialistischen Regime in Konflikt. So wurde er z. B. 1935 vor einem Sondergerichtshof wegen Verstoßes gegen das Heimtückegesetz angeklagt, weil er in Predigten den Münsterschen Bischof Clemens August Graf von Galen verteidigt hatte, wurde jedoch freigesprochen. Nach dem glimpflichen Ausgang dieses Prozesses versetzte ihn der Bischof, um ihn zu schützen, als Kaplan nach Oberhausen-Schmachtendorf. Auch hier trat Mertens bald als mutiger Kritiker der NSDAP auf, etwa als er gemeinsam mit seinem Pfarrer Eduard Albring die Reichstagswahl im Frühjahr 1936 boykottierte: „Ich stellte im Wahllokal öffentlich fest, dass die Wahl kontrolliert wurde und verweigerte ebenso öffentlich meine Stimmabgabe, wobei das Ereignis von mir und anderen schnellstens in breiter Öffentlichkeit publiziert wurde.“ Trotz weiterer Anzeigen konnte Mertens noch bis 1941 seine Seelsorgearbeit fortsetzen.
Dann, im Juli und August 1941, verlas Mertens die drei NS-kritischen Predigten seines Bischofs im Gottesdienst, weswegen die örtliche NSDAP für den 21. September 1941 eine Demonstration gegen den Bischof plante. Daraufhin trug Mertens an demselben Tag im Gottesdienst noch einmal die von der NSDAP besonders kritisierten und in der „gleichgeschalteten“ Presse entstellten Passagen der Predigten vor. Seiner Lesung fügte Mertens folgende Worte hinzu: „Meine Andächtigen! Wir sind unserem Bischof dankbar, daß er für Wahrheit, Recht und Gerechtigkeit eine Lanze gebrochen hat, daß er es mutig tat, wo es mit großen Gefahren für ihn verbunden war. Wer dagegen demonstriert, der demonstriert damit gegen Wahrheit, Recht und Gerechtigkeit. Und das ist nicht nur unchristlich, das ist auch im höchsten Maße undeutsch, und alles, was sich daran beteiligt, ist Pöbel.“
Infolge dieser Predigt wurde Mertens erneut angezeigt. Am 6. Januar 1942 wurde er auf Befehl der Staatspolizeileitstelle Düsseldorf verhaftet und in das Polizeigefängnis in Mülheim an der Ruhr verbracht. Am 17. April 1942 wurde er in das KZ Dachau eingeliefert, wo er im sogenannten Pfarrerblock sofort seinem ihm aus Materborn bekannten Mithäftling Karl Leisner begegnete. Die Priesterweihe Leisners im KZ am 17. Dezember 1944 war für Mertens ein zutiefst beeindruckendes Erlebnis, über das er später seinen Bericht Priesterweihe hinter Stacheldraht (1949) schrieb. Diesen beginnt er mit den Worten: „Im Folgenden soll nichts von all dem, was der Leser bisher über die unmenschlichen Grausamkeiten und Härten aus deutschen Konzentrationslagern gehört und gesehen hat, beschönigt oder auch nur verkleinert werden. Nein, es wäre vielmehr an der Zeit, der an Boden gewinnenden Meinung entgegenzutreten, als ob die KZ-Greuel überhaupt übertrieben werden könnten. Wenigstens eine durchschnittliche Phantasie würde nicht ausreichen, die Geschehnisse hinter den Stacheldrahtzäunen des dritten Reiches einfachhin zu erfinden. Wollte aber einer ihre Einzelheiten schildern - als Handhaben der SS-Henker oder als Erlebnisse der betroffenen Opfer - ohne ihrer Zeuge gewesen zu sein, so müßte man schon eine Erfindungsgabe von wahrhaft krankhaften Ausmaßen voraussetzen.“
Da die amerikanischen Truppen anrückten, wurde Mertens am 9. April 1945 aus dem KZ Dachau entlassen. Bereits im Juli trat er wieder seinen Dienst in Schmachtendorf an. Seine Gesundheit war jedoch durch die Jahre im KZ schwer angegriffen, woran auch mehrere Kuraufenthalte nicht viel ändern konnten. So wurde Mertens zunächst 1949 zur Schonung und besseren ärztlichen Betreuung als Krankenhausseelsorger nach Recklinghausen versetzt. Im August 1953 schließlich wurde Mertens zum Prokurator, Rektor und zunächst auch Spiritual an seiner alten Schule in Gaesdonck ernannt. Diesen Dienst versah er trotz aller durch die KZ-Haft verursachten gesundheitlichen Probleme bis zu seinem Tode und war so maßgeblich am Wiederaufbau des Collegium Augustinianum nach dem Zweiten Weltkrieg beteiligt.

## Ehrungen
In Schmachtendorf wurde 1986 die an der St. Josef-Kirche vorbeiführende Gregorstraße in Kaplan-Mertens-Weg umbenannt. Vor der Kirche wurde 1987 ein Gedenkstein für Mertens errichtet.

## Schriften
- Priesterweihe hinter Stacheldraht. Aus dem Konzentrationslager Dachau. In: Neue Zürcher Nachrichten. In fünf Teilen am 28., 29., 30., 31. März und 1. April 1949. Vollständig auch in: Gaesdoncker Blätter. 41. Jg. 1988. S. 14–26.